# Гарсія I (герцог Васконії)
Гарсія I (баск.: Gartzia Semeno, гаск.: Gassia Semen, д/н — 819) — герцог Васконі в 816—819 роках.

## Життєпис
Походив з династії Гатонідів (Гасконський дім). Старший син Семена I Лупа, герцога Васконії. Про народження та молоді роки замало відомостей. Ймовірно брав участь разом з батьком у походах проти Кордовського емірату. Після загибелі Семена I у 816 році стає новим герцогом. Відправив війська на чолі зі своїм родичем Саншем на допомогу Веласко, графу Памплони.
За різними відомостями разом з ним став герцогом стриєчний брат Луп Центул, але за іншими відомостями це сталося 818 року. З 817 року починаються конфлікти з Піпіном I, королем Аквітанії.
У 818 році війська франків зазнали поразки у битві біля Панкорбо від маврів та басків на чолі з Ініго Інігесом. Це послабило позиції Франкської імперії на півночі Піренейського півострова. Водночас в Васконії були невдоволені загибеллю свого загону на чолі з Саншем. Цим скористався Гарсія I, що разом з Лупом Центулом повстав проти короля Піпіна I, але у війні 819 року брати зазнали поразки, а Гарсія I загинув, Лупа Центула було заслано. Новим герцогом став інший стриєчний брат Аснар Санш.